# 빌키츠코고섬

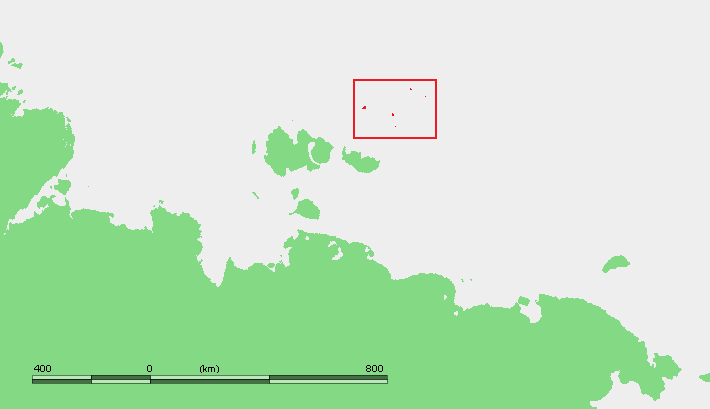
데롱 제도의 위치

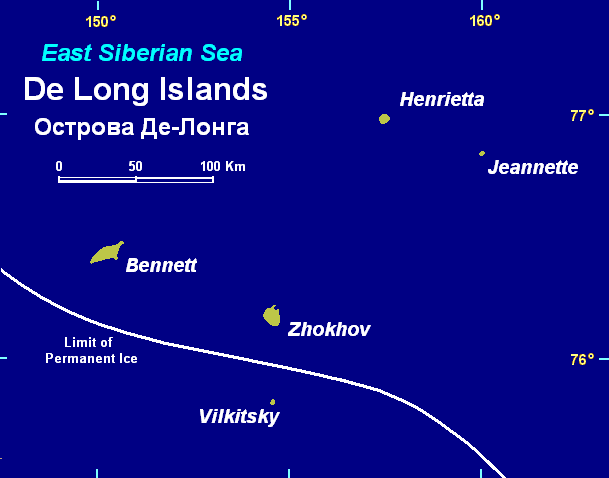

빌키츠코고섬(러시아어: о. Вильки́цкого)은 동시베리아해에 위치한 데롱 제도의 남쪽에 위치해 있다. 사하 공화국에 속해 있다.

## 역사
빌키츠코고 섬은 1913년에 발견되었다.

## 같이 보기
- 러시아의 섬 목록